# Anne Frank Remembered
Pour plus de détails, voir Fiche technique et Distribution.
Anne Frank Remembered (littéralement « se souvenir d'Anne Frank ») est un film documentaire britannique réalisé par Jon Blair en 1995, en association avec la Maison Anne Frank, Walt Disney Pictures et la British Broadcasting Corporation. Prévu à l'origine uniquement pour une diffusion télévisée, il sortit plus tard au cinéma sous le label Sony Pictures.

## Synopsis
Le film est une adaptation documentaire du Journal d'Anne Frank.

## Fiche technique
- Titre : Anne Frank Remembered
- Réalisation : Jon Blair
- Scénario : Jon Blair d'après le Journal d'Anne Frank
- Musique : Carl Davis
- Photographie : Barry Ackroyd
- Montage : Karin Steininger
- Production : Jon Blair
- Société de production : The Jon Blair Film Company, BBC, Disney Channel et Anne Frank House
- Société de distribution : Sony Pictures Classics (États-Unis)
- Pays :  Royaume-Uni,  États-Unis et  Pays-Bas
- Genre : Documentaire
- Durée : 117 minutes
- Dates de sortie : 
  - États-Unis : 8 juin 1995

## Production
Dans la version originale en anglais, le film est raconté par Kenneth Branagh et les extraits du journal intime d'Anne Frank sont lus par Glenn Close. Le choix d'un lecteur adulte est inhabituel pour représenter Anne Frank. Jon Blair a expliqué qu'il avait lu le journal intime d'Anne Frank dans sa jeunesse et qu'il avait une vision très claire de qui elle était. Il trouva donc que le choix d'une voix d'enfant aurait perturbé la représentation que chaque auditeur se fait d'Anne Frank.
Miep Gies, la femme qui avait aidé à cacher la famille Frank, et qui avait conservé le journal intime après que le groupe fut dénoncé, a collaboré avec Jon Blair, notamment au travers d'interviews au sujet de ses souvenirs. Jon Blair présente également des interviews avec Hanneli Goslar et Jacqueline van Maarsen, deux amis d'Anne Frank, ainsi que des archives d'interviews d'Otto Frank racontant l'histoire d'Anne.
Le film raconte aussi la première rencontre entre Miep Gies et Werner Peter Pfeffer, le fils de Fritz Pfeffer ("Albert Dussell" dans le journal intime) et qui décéda peu après la réalisation du documentaire.
Blair a filmé dans les endroits réels où Anne Frank a vécu, dont l'Achterhuis" situé au 263 Prinsengracht à Amsterdam, et les camps de concentration de Westerbork et Auschwitz. Il put obtenir un train similaire à ceux utilisé pendant la Seconde Guerre mondiale pour recréer des scènes montrant des gens transportés vers Auschwitz.
Comme le film a été réalisé en association avec la Maison Anne Frank, il a pu intégrer l'unique film montrant Anne Frank. Ce film court fut réalisé en 1941 lors d'un mariage dans les faubourgs d'Amsterdam, où vivait la famille Frank. L'extrait vidéo de 7 secondes montre Anne Frank sur un balcon, regardant le couple de mariés.

## Distinctions
Le film obtint l'Oscar du meilleur film documentaire. L'Oscar fut reçu conjointement par Jon Blair et Miep Gies, qui reçut une ovation debout.